# Lidîhivka, Teofipol
Lidîhivka (în ucraineană Лідихівка) este localitatea de reședință a comunei Lidîhivka din raionul Teofipol, regiunea Hmelnîțkîi, Ucraina.

## Demografie
Componența lingvistică a localității Lidîhivka
     Ucraineană (99,64%)
     Alte limbi (0,36%)
Conform recensământului din 2001, majoritatea populației localității Lidîhivka era vorbitoare de ucraineană (99,64%), existând în minoritate și vorbitori de alte limbi.